# Круглово (Омская область)
Круглово — деревня в Кормиловском районе Омской области России. Входит в состав Юрьевского сельского поселения.

## История
В 1928 г. состояла из 86 хозяйств, основное население — русские. В составе Юрьевского сельсовета Корниловского района Омского округа Сибирского края.

## Население
| 2010 |
| ---- |
| 26   |